# Cyrestis andamanensis
Cyrestis andamanensis är en fjärilsart som beskrevs av Otto Staudinger. Cyrestis andamanensis ingår i släktet Cyrestis och familjen praktfjärilar. Inga underarter finns listade i Catalogue of Life.